# Championnats du monde d'ultimate des clubs
Cet article traite de l’épreuve des clubs. Pour la compétition des nations, voir Championnats du monde d'ultimate des nations.
Les Championnats du monde d’ultimate des clubs (en anglais : World Ultimate Club Championships) sont tenus pour la première fois en 1989 en Allemagne de l’Ouest (aujourd’hui Allemagne). Ils ont lieu tous les quatre ans depuis 2002. À la différence du Championnat du monde des nations, plus d’une équipe par pays et par catégorie (division) peut participer aux Championnats du monde des clubs.

## Catégorie open
| Année | Lieu                       | Vainqueur         | Finaliste        | Troisième        | Quatrième       |
| ----- | -------------------------- | ----------------- | ---------------- | ---------------- | --------------- |
| 1989  | Cologne, RFA               | Philmore          | Elvis            | Looney Tunes     | Yo Mama         |
| 1991  | Toronto, Canada            | New York Ultimate |                  |                  |                 |
| 1993  | Madison, États-Unis        | New York Ultimate | Double Happiness | Rhino Slam!      | Ring of Fire    |
| 1995  | Millfield, R.-U.           | Double Happiness  | Death or Glory   | New York Cojones | Ring of Fire    |
| 1997  | Vancouver, Canada          | Sockeye           | Double Happiness | Furious George   | Refugees        |
| 1999  | St. Andrews, R.-U.         | Dog               | Liquidisc        | Condors          | Skogsyddans     |
| 2002  | Honolulu, États-Unis       | Condors           | Dog              | Sockeye          | Furious George  |
| 2006  | Perth, Australie           | Buzz Bullets      | Thong            | Chilly           | Sub Zero        |
| 2010  | Prague, République tchèque | Revolver          | Sockeye          | Buzz Bullets     | Chain Lightning |
| 2014  | Lecco, Italie              | Revolver          | Sockeye          | Johnny Bravo     | Colony          |
| 2018  | Cincinnati, États-Unis     | Revolver          | Colony           | Goat             | Doublewide      |
| 2022  | Cincinnati, États-Unis     | PoNY              | Ring of Fire     | Clapham          | Mooncatchers    |

## Catégorie féminine
| Année | Lieu                       | Vainqueur          | Finaliste   | Troisième          | Quatrième   |
| ----- | -------------------------- | ------------------ | ----------- | ------------------ | ----------- |
| 1989  | Cologne, RFA               | Lady Condors       | Smithereens | Stenungsunds FC    | Red Lights  |
| 1991  | Toronto, Canada            | Lady Godiva        |             |                    |             |
| 1993  | Madison, États-Unis        | Maine-iacs         | Lady Godiva | Women on the Verge | Satori      |
| 1995  | Millfield, R.-U.           | Women on the Verge | Ozone       | Red Lights         | Lucy        |
| 1997  | Vancouver, Canada          | Women on the Verge | Schwa       | Lady Godiva        | Red Lights  |
| 1999  | St. Andrews, R.-U.         | Women on the Verge | Schwa       | Spirals            | Lady Godiva |
| 2002  | Honolulu, États-Unis       | Riot               | Ozone       | Lady Godiva        | Schwa       |
| 2006  | Perth, Australie           | MUD                | UNO         | Huck               | Ozone       |
| 2010  | Prague, République tchèque | Fury               | UNO         | Riot               | Brute Squad |
| 2014  | Lecco, Italie              | Riot               | Fury        | Scandal            | Showdown    |
| 2018  | Cincinnati, États-Unis     | Riot               | Revolution  | Brute Squad        | Molly Brown |
| 2022  | Cincinnati, États-Unis     | Revolution         | Fury        | Phoenix            | Ellipsis    |

## Catégorie mixte
| Année | Lieu                       | Vainqueur              | Finaliste    | Troisième            | Quatrième           |
| ----- | -------------------------- | ---------------------- | ------------ | -------------------- | ------------------- |
| 1999  | St. Andrews, R.-U.         | Red Fish Blue Fish     | Osaka Natto  | RippIt               | Manitou             |
| 2002  | Honolulu, États-Unis       | Donner Party           | Hang Time    | Trigger Hippy        | Blue Ridge Ultimate |
| 2006  | Perth, Australie           | Team Fisher Price      | Brass Monkey | Slow White           | Red Fish Blue Fish  |
| 2010  | Prague, République tchèque | Chad Larson Experience | ONYX         | Mental Toss Flycoons | Quiet Coyote        |
| 2014  | Lecco, Italie              | Drag'n Thrust          | Polar Bears  | The Ghosts           | Team Fisher Price   |
| 2018  | Cincinnati, États-Unis     | BFG                    | Slow White   | AMP                  | Wild Card           |
| 2022  | Cincinnati, États-Unis     | Mixtape                | Red Flag     | Lunch Box            | Pussin Tiristäjät   |

## Catégorie Open Master
| Année | Lieu                       | Vainqueur              | Finaliste             | Troisième          | Quatrième         |
| ----- | -------------------------- | ---------------------- | --------------------- | ------------------ | ----------------- |
| 1991  | Toronto, Canada            | Seven Sages            |                       |                    |                   |
| 1993  | Madison, États-Unis        | Seven Sages            | Hapa Haoles           | Rude Boys          | Refugees          |
| 1995  | Millfield, R.-U.           | Seven Sages            | Gummibears            | Princeton Alumni   | Passing Wind      |
| 1997  | Vancouver, Canada          | Beyondors              | Tempus Fugit          | Gamecock           | Lovehandlers      |
| 1999  | St. Andrews, R.-U.         | Cigar                  | Return of the Red Eye | Tempus Fugit       | Team 42           |
| 2002  | Honolulu, États-Unis       | Keg Workers Of America | Skeleton Crew         | Old and in the Way | Chronic           |
| 2006  | Perth, Australie           | Vigi                   | O.L.D. S.A.G.         | Eastern Greys      | GRIND             |
| 2010  | Prague, République tchèque | Troubled Past          | Surly                 | Eastern Greys      | Helsinki Ultimate |
| 2014  | Lecco, Italie              | Boneyard               | FIGJAM                | Johnny Encore      | Phat Chilly       |
| 2018  | Winipeg, Canada            | Boneyard               | All Bashed Out        | Johnny Encore      | Rest Stop         |
| 2022  | Limerick, Irlande          | Boneyard               | Voltron 2020          | Johnny Encore      | Iznogood ultimate |

,